# Айрін (співачка)
Пе Джухьон (кор. 배주현; нар. 29 березня 1991, Тегу, Південна Корея), більш відома як Айрін (кор. 아이린, англ. Irene) — південнокорейська співачка, реперка та акторка. Вона є учасницею та лідеркою жіночого гурту Red Velvet та його саб-юніту Red Velvet — Irene & Seulgi.

## Ранні роки
Пе Джухьон народилася 29 березня 1991 року в Тегу, Південна Корея. Навчалася у Старшій школі Ханнам.

## Кар'єра

### 2009—2014: Предебют
У 2009 році приєдналася до SM Entertainment та стажувалася протягом п'яти років.
Під час свого стажування, в серпні 2013 року знялася у відеокліпі Генрі Лау на пісню «1-4-3 (I Love You)».
9 грудня 2013 року Айрін була предтавлена як учасниця SM Rookies, предебютної стажувальної групи під керівництвом SM Entertainment, разом із колишньою стажеркою Ламі та теперішнім членом бой-бенду NCT Джехьоном.
Під час SM Rookies, у січні 2014 року Айрін разом із Сильґі та теперішніми членами NCT Джонні та Тейоном з'явилися у журналі The Celebrity. У лютому 2014 року Айрін, Сильґі та Тейон з'явилися у жуналі OhBoy!.
Різноманітні відео з участю Айрін були розміщені на офіційному YouTube-каналі SM Entertainment, SMTOWN, одне з яких було записане разом із Сильґі під пісню «Be Natural» 17 липня 2014 року.

### 2014: Дебют Red Velvet
1 серпня 2014 року Айрін дебютувала в новому жіночому гурті Red Velvet із синглом «Happiness» на сцені музичної програми Music Bank. У листопаді цього ж року знялася у відеокліпі Кюхьона на пісню «규현 '광화문에서 (At Gwanghwamun)». Відтоді Red Velvet випустили три студійні альбоми, тринадцять мініальбомів, один компіляційний альбом, один перевиданий альбом, двадцять шість синглів, один промозапис та сім саундтреків. Red Velvet стали вважатися одним з найпопулярніших K-pop гуртів у Південній Кореї та в усьому світі.

### 2015— дотепер: сольна діяльність та саб-юніт
З травня 2015 року по червень 2016 року Айрін вела музичну програму Music Bank разом із актором Пак Бо Гомом. Вони обоє привернули багато уваги завдяки своїм гарним навичкам телеведучих та співу. Преса назвала їх одними з найкращих телеведучих за всю історію програми.
У липні 2016 року Айрін дебютувала як акторка в вебдрамі «Women at a Game Company» зігравши головну роль. У тому ж місяці вона отримала роль детектива у ситкомі «Hello! Our Language», який був спрямований на навчання глядачів правильної корейської мови. 14 жовтня цього ж року Айрін стала гостею шоу «Laundry Day». Прем'єра програми відбулася 22 жовтня 2016 року. У тому ж місяці вона разом із Венді взяла участь у шоу «Trick & True».
У березні 2017 року Айрін разом із актором Кім Мін Дже зіграли двох закоханих у відеокліпі Red Velvet «Would U».
2 серпня 2019 року взяла участь у записі треку корейського продюсера та диджея Raiden «The Only».
20 квітня 2020 року SM Entertainment підтвердили, що Айрін та Сильґі сформують перший саб-юніт Red Velvet. Red Velvet – Irene & Seulgi дебютували 6 липня з мініальбомом Monster.